# Isidoro Blaisten

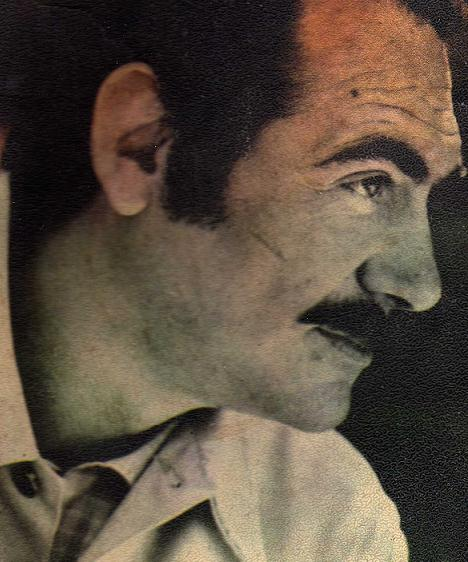
Isidoro Blaisten, 1982

Isidoro Blaisten (* 12. Januar 1933 in Concordia, Provinz Entre Ríos; † 28. August 2004 in Buenos Aires) war ein argentinischer Journalist, Photograph und Schriftsteller.
Blaisten entstammte einer jüdischen Einwandererfamilie, die mit Unterstützung von Baron Maurice de Hirsch und dessen Jewish Colonization Association Ende des 20. Jahrhunderts nach Argentinien einwandern konnte. Er war ein Sohn von David Blaistein und dessen Ehefrau Dora Gliclij; nachdem sich die Familie in Concordia niedergelassen hatte, änderte sie den Familiennamen von Blaistein in Blaisten.
Blaisten arbeitete in Concordia viele Jahre als Buchhändler und wirkte parallel dazu auch als Photograph. Sein Debüt als Schriftsteller schaffte er erfolgreich in der literarischen Zeitschrift „El escarabajo de oro“. Über die Redaktion dieser Zeitschrift machte u. a. auch die Bekanntschaft von Abelardo Castillo, der ihn in die Literaturszene im Café Tortoni einführte.
2001 wurde Blaisten von der Academia Argentina de Letras als Mitglied aufgenommen; bereits einige Jahre vorher war er korrespondierendes Mitglied der Real Academia Española (Madrid) geworden.
Im Alter von 71 Jahren starb Isidoro Blaisten am 28. August 2004 an Lungenkrebs in Buenos Aires und fand dort auch seine letzte Ruhestätte.

## Werke (Auswahl)
Erzählungen
- A mí nunca me dejaban hablar. Antología de cuentos. Sudamericana, Buenos Aires 1985, ISBN 950-07-0310-6.
- Al acecho. Emecé Editores, Buenos Aires 1995, ISBN 950-04-1491-0.
- Caroza y reina. Emecé, Buenos Aires 1986, ISBN 950-04-0519-9.
- Cerrado por melancolía. Buenos Aires 1982.
- Cuentos anteriores, Editorial de Belgrano, Buenos Aires 1982.
- Dublín al sur y otros relatos. Lengua de Trapo, Madrid 1996, ISBN 84-89618-04-6.
- La felicidad. Buenos Aires 1969.
- Isidoro Blaisten. Antología personal. Desde la Gente, Buenos Aires 1997, ISBN 950-860-054-3.
- El mago. Nueva versión. Emecé, Buenos Aires 1991, ISBN 950-04-1104-0.
- La salvación. Buenos Aires 1972.

Essays
- Anticonferencias. Emecé, Buenos Aires 1986, ISBN 950-04-0277-7.
- Cuando éramos felices. Emecé Editores, Buenos Aires 1992, ISBN 950-04-1177-6.

Lyrik
- Sucedió en la lluvia. Buenos Aires 1965.

Romane
- Voces en la noche. Buenos Aires 2004.

## Verfilmungen
- 1972 verfilmten Germán A. Panarisi und Daniel Torres Arincoli die Erzählung „La salvación“ unter demselben Titel.
- 1983 verfilmte Juan José Jusid „Espérame mucho“.